# Itaxia falklandica
Itaxia falklandica is een slakkensoort uit de familie van de Coryphellidae. De wetenschappelijke naam van de soort is voor het eerst geldig gepubliceerd in 1907 door Eliot als Coryphella falklandica.